# Ластовський Валерій Васильович
Ласто́вський Валерій Васильович (9 липня 1968 року, місто Черкаси) — український історик, археолог, правознавець, професор (2012), доктор історичних наук (2007), викладач факультету журналістики та міжнародних відносин Київського національного університету культури і мистецтв. Засновник постійно діючої міжнародної конференції «Церква — наука — суспільство: питання взаємодії» (з 2003), голова Всеукраїнського товариства дослідників християнських старожитностей Центрально-Східної Європи (з 2015), старший науковий співробітник Національного Києво-Печерського історико-культурного заповідника. Займається дослідженням історії церкви, козацтва, археології, пам'яткознавства, держави і права.

## Біографія
1985 року закінчив Черкаську школу № 5. Того ж року почав працювати у Черкаському обласному краєзнавчому музеї. 1988 року перейшов працювати до Черкаської лісостепової археологічної експедиції (створена у 1987 р.) на посаду лаборанта. 1988 року вступив до Київського університету імені Тараса Шевченка. У період 1988—1989 років служив у радянській армії.
Від червня 1991 року — молодший науковий співробітник відділу охорони пам'яток історії та культури Черкаського обласного краєзнавчого музею, з грудня 1994 по серпень 1998 років — завідувач відділом історії краю XIV — початку ХХ століть.
У травні 1997 року Валерій Васильович захистив кандидатську дисертацію («Переяславсько-Бориспільська єпархія у XVIII ст.»). У вересні 1998 року перейшов працювати на постійну роботу до Черкаського інституту управління на посаду доцента кафедри теорії та історії права юридичного факультету. Одночасно навчався і 2001 року закінчив цей же юридичний факультет за спеціальністю «Юрист». У період 2002—2003 років очолював там кафедру богослов'я і релігієзнавства. З жовтня 2003 по жовтень 2006 років перебував у докторантурі Київського національного університету імені Тараса Шевченка, по завершенню навчання якого став деканом факультету міжнародного права та правознавства Української академії зовнішньої торгівлі. 2007 року захистив докторську дисертацію на тему «Православна церква в Україні наприкінці XVII—XVIII століть: історіографія». У вересні того ж року перейшов працювати до Київського національного університету культури і мистецтв на посаду професора кафедри конституційного та адміністративного права. Упродовж 2009—2010 років працював завідувачем кафедри теорії та історії держави і права. З вересня 2010 року працював на кафедрі міжнародних відносин Київського національного університету культури і мистецтв. 2012 року отримав звання професора.

## Наукова діяльність
Наукова діяльність розпочалася 1988 року з публікації у газеті «Молодь Черкащини» (№ 45 від 6 листопада), присвяченій облозі Черкаського замку 1532 року. З цього часу сферою його наукових зацікавлень стала історія рідного міста, православних монастирів Черкащини та історії археологічних досліджень в цілому. В цей час він тісно співпрацював із черкаським краєзнавцем Юрієм Мариновським, відомим низкою публікацій із історії монастирів. Одним із перших звернув увагу на історію повстанського руху на Чигиринщині у 1920-их роках (стаття «Червоні, зелені і жовто-блакитні» вийшла 1994 року). На основі цієї та інших власних досліджень 1996 року була видана збірка праць і документів «Героїзм і трагедія Холодного Яру».
Під час навчання у Київському університеті імені Тараса Шевченка науковими керівниками його курсових робіт виступали відомі історики доктор історичних наук Микола Чмихов та кандидат історичних наук Віктор Короткий. 1995 року Ластовський захистив дипломну роботу на тему «Нарис історії Ірдинського Виноградського Успенського монастиря» (науковий керівник — кандидат історичних наук Віктор Короткий). 27 травня 1998 року у Київському національному університеті імені Тараса Шевченка Ластовський захистив кандидатську дисертацію на тему «Переяславсько-Бориспільська єпархія у XVIII столітті» (науковий керівник — доктор історичних наук Григорій Казьмирчук). 27 лютого 2007 року там же захистив докторську дисертацію на тему «Православна церква в Україні наприкінці XVII—XVIII століть: історіографія» (науковий консультант — доктор історичних наук Григорій Казьмирчук).
Разом з Дмитром Куштаном Валерій Васильович є співавтором книги «Археологія та рання історія Черкас», у якій вони відкидають панівну раніше версію про те, що Черкаси виникли у кінці XIII століття, і стверджують, що за результатами археологічних та історичних матеріалів місто виникло як литовський прикордонний замок у другій половині XIV століття, а походження назви слід шукати не в азійських коріннях, а у древніх європейських мовах.
Одним із пріоритетних напрямів наукової діяльності є дослідження життя та діяльності черкаського старости початку 16 століття Остафія Дашковича. 2017 року ним Ластовським запропоновано зробити його брендом міста Черкаси. За весь період наукової та педагогічної діяльності ним було опубліковано більш як 350 наукових публікацій, у тому числі один навчальний посібник «Історія держави і права зарубіжних країн» та 5 монографій. Крім того, він підготував кількох кандидатів наук:
- Юрій Михайлюк та робота «Державне управління та громадське самоврядування на Південній Київщині в 60-их роках XIV — 60-их роках XVI століть» (2006);
- Ольга Крайня та робота «Флорівський (Вознесенський) монастир у Києві як пам'ятка історії та архітектури XVI — початку ХХ століть» (2012);
- Тетяна Федорова та робота «Розвиток і діяльність історико-культурних заповідників Середньої Наддніпрянщини у 1918—2011 роках (на матеріалах Черкаської області)» (2017).

2003 року виступив організатором в Черкасах І конференції «Православ'я — наука — суспільства: проблема взаємодії». З 2007 року конференція почала щорічно проводитися у Києві на базі Києво-Печерського історико-культурного заповідника і у різні роки мали такі назви, як «Православ'я — наука — суспільства: питання взаємодії», «Церква — наука — суспільства: питання взаємодії». Тут до 2010 року Ластовський працював за сумісництвом на посаді старшого наукового співробітника.
Валерій Васильович є учасником цілої низки наукових спеціалізованих вчених рад із захисту дисертацій у Києві та Переяславі. Член редакційних колегій таких видань як «Лаврський альманах», «Могилянські читання», «Болховітіновський щорічник», «Питання культурології», «Переяславський літопис» та інших. З 2018 року редагує журнал «Міжнародні відносини: теоретико-практичні аспекти».

### Роботи
1. Червоні, зелені і жовто-блакитні // Старожитності. — Київ, 1994. — № 7-8. — С. 20-21.
2. Із історії археологічних досліджень Черкащини в ХІХ — на початку ХХ ст. // Археологічні дослідження на Черкащині. — Черкаси, 1995. — Вип. 1. — С. 5-12.
3. Героїзм і трагедія Холодного Яру. — К.: Незборима нація, 1996. — 316 с.
4. Трахтемирівський та Канівський монастирі у XVIII ст. // Пам'ять століть. — 1997. — № 6. — С. 145—148.
5. Виноградський манастир і родина Яхненків-Симиренків // На службі Кліо. Збірник наукових праць на пошану Любомира Романа Винара з нагоди 50-ліття його наукової діяльности. — К.-Нью-Йорк-Торонто-Париж-Львів, 2000. — С. 481—483.
6. Облога Черкаського замку у 1532 р. (із історії міжнародних відносин у Східній Європі в 30-х роках XVI-го ст.) // Наукові записки. Збірник праць молодих вчених та аспірантів. — К: Ін-т укр. археогр., 1999. — Т. 3. — С. 76-96.
7. Остафій Дашкович — військовий і політичний діяч // Пам'ять століть. — 2001. — № 6. — С.57-61.
8. Слово над гробом Данила Кушніра (1766) // Київська старовина. — 2001. — № 6.- С. 117—121.
9. Канонічне право: особливості еволюції в Україні в епоху феодалізму. — Черкаси: ЧІУ, 2002. — 24 с.
10. Православна церква у суспільно-політичному житті України XVIII ст. (Переяславсько-Бориспільська єпархія): Монографія. — Черкаси: ЧІУ, 2002. — 137 с.
11. До питання про збереження могили засновника Вільного Козацтва Павла Квашенка // Вісник Українського товариства охорони пам'яток історії та культури. — 2003. — № 1. — С. 94-95
12. Чернецтво Юрія Хмельницького // Генеза. — 2006. — № 1 (11). — С. 64-75.
13. Між суспільством і державою. Православна церква в Україні наприкінці XVII — у XVIII ст. в історії та історіографії. Монографія. — К.: Фенікс, НКПІКЗ, 2008. — 496 с.
14. Важко бути богом (хроніка моєї «дискусії» з Леонідом Тимошенком) // Болховітіновський щорічник 2010. — К.: НКПІКЗ, 2011. — С. 363—370.
15. Правові аспекти в роботі В. Липинського «Релігія і церква в історії України» (1925) // Rozdroża. Polsko-ukraiński dyskurs humanistyczny. # Мистецтво і нумізматика: функціональний зв'язок // Питання історії науки і техніки. — 2014. — № 4. — С. 73-77.
16. Співвідношення державного (національного, конституційного), канонічного і церковного права: історичний аспект // Болховітіновський щорічник 2013/2014. — К.: НКПІКЗ, Видавець Олег Філюк, 2015. — С. 259—261.
17. Василицький скарб і його значення у контексті розгляду проблеми походження міста Черкаси // Записки Наукового товариства імені Шевченка. — Т. CCLXVIII. Праці Комісії спеціальних (допоміжних) історичних дисциплін. — Львів, 2015. — С. 546—552.
18. Державно-церковні правовідносини в Україні: проблеми в історії та сучасності. — К.: ГО «Всеукраїнське Товариство дослідників християнських старожитностей Центральної та Східної Європи», 2016. — 40 с.
19. Археологія та рання історія Черкас. — К.-Черкаси: Ін-т археології НАН України, 2016. — 290 с., іл. (У співавторстві: Д. Куштан).
20. Теоретичні та практичні аспекти діяльності у сфері міжнародних відносин: вчора, сьогодні, завтра: колективна монографія / За наук. ред. д-ра іст. наук, проф. В. В. Ластовського. — К.: КНУКІМ, 2017. — 325 с.
21. Історія держави і права зарубіжних країн: Навчальний посібник. — К: Видав. центр КНУКіМ, 2017. — 195 с.
22. «Зрада» Остафія Дашковича: міжнародний та внутрішньополітичний вимір // Переяславський літопис. — 2017. — Вип. 12. — С. 3-10.
23. Ластовський В. Історіографічна ситуація навколо герба Остафія Дашковича // В. Ластовський, О. Білецька. Східноєвропейський історичний вісник [Текст] : [зб. наук. пр.]. Вип. 17 / М-во освіти і науки України, Дрогобицький держ. пед. ун-т ім. І. Франка. — Дрогобич, 2020. — [286 с.] — С. 219-226. - Англ. мовою